# 地域振興券
地域振興券是1999年時，日本政府為了刺激泡沫經濟後多次減稅仍低迷不振的民間消費活動與照顧弱勢族群，首相小淵惠三宣布針對符合發放條件的特定族群發放名為「地域振興券」的消費專用券，每張面額1,000日圓，受領者每人2萬日圓，總額約發放6,194億日圓，使用期限為半年，自1999年4月1日至9月30日為止。

## 發放標準
1. 戶口中有15歲以下兒童（1983年1月2日以後出生者）的家戶戶長。
2. 老齡福祉年金、障礙基礎年金、遺族基礎年金、母子年金、準母子年金、遺兒年金、兒童扶養津貼、障礙兒童福祉津貼、特別障礙者津貼的受給者。
3. 被日本政府進行生活保護或安置於社會福利機構者。
4. 滿65歲以上（1934年1月1日以前出生者）且為市町村民税的非課稅者，但不包括稅法上的被扶養者。

## 成效
1. 約有3,107萬人領取地域振興券，實際消費約99.6%，合計6,189億6,100萬日圓。
2. 經濟企畫廳於同年6月中抽樣統計，估計因地域振興券而激發出的消費增加比率為32%，據此估算地域振興券政策將GDP推昇2,025億日圓（約提升GDP的平均個人消費0.1%）。[1]
3. 地域振興券被授權給各地方政府自行印製，有些地域振興券印製得過於精美，造成民眾爭相收集而不拿去消費的現象，例如在日本漫畫家青山剛昌出身地鳥取縣大榮町發行印有名偵探柯南的地域振興券。

## 另見
- 失去的10年
- 消費券
- 小城商業網

## 外部連結
- 地域振興券推進本部（页面存档备份，存于）（日語）
- 消費券／他山之石　日本有發放經驗　難刺激買氣（页面存档备份，存于） - Nownews 2008-11-20（繁體中文）
- [永久]（日語）